# Craigleith
Craigleith ist eine kleine Insel im Firth of Forth vor North Berwick in East Lothian. Der Name der Insel ist auf das gälische Creag liath zurückzuführen und bedeutet grauer Felsen.
Die Insel bildet eine Kette mit drei weiteren Inseln (Bass Rock, Fidra und The Lamb) im Firth of Forth und liegt am nächsten zum Hafen von North Berwick. Wie auch auf den anderen drei Inseln befinden sich dort Seevögelkolonien.